# Fairey III
Le Fairey III est une famille d'avions biplans de reconnaissance britanniques qui ont connu une longue durée en service dans des versions tant terrestres que marine construits par la société Fairey Aviation. Le premier vol a eu lieu le 14 septembre 1914 ; des exemplaires étaient encore utilisés lors de la Seconde Guerre mondiale.

## Conception et développement
Le prototype du Fairey III fut le N.10 floatplane, qui fut conçu et construit en 1917 par Fairey Aviation, (à la suite du N.9, plus petit) pour répondre à la demande N.2 (a) de l’Amirauté pour un avion embarqué pour le Royal Naval Air Service durant la Première Guerre mondiale. Le N.10, aussi connu sous la référence constructeur : F.128, était un biplan doté de flotteurs et propulsé par un moteur Sunbeam Maori (en) de 260 ch (190 kW). Il a effectué son premier vol depuis Port Victoria, base aéronavale de l'Île de Grain dans le Kent, le 14 septembre 1917.
Après tests aussi bien avec flotteurs que train conventionnel, les ordres de production furent émis pour deux versions, propulsées par Maori, IIIA et IIIB, avec respectivement 50 et 60 exemplaires planifiés. Le Fairey IIIA était un avion de reconnaissance devant opérer depuis un porte-avion, et était doté d'un train avec roues ou patins tandis que le IIIB était un bombardier sur flotteurs, avec une envergure plus grande (augmentée de 14,19 m à 19,13 m), les ailes plus hautes et embarquant 3 bombes de 230 lb (105 kg). Lorsque les 59 IIIA furent construits seulement 28 IIIB étaient terminés comme prévu. Comme la nouvelle version améliorée Fairey IIIC, un hydravion à flotteurs bombardier/reconnaissance, était disponible, 36 exemplaires déjà construits, utilisant un moteur Rolls-Royce Eagle VIII plus puissant et plus sûr, beaucoup des IIIB furent terminés en IIIC.
Le modèle le plus produit fut le IIID, une amélioration du IIIC, avec de la place pour un troisième homme d'équipage et pouvant être doté de flotteur ou d'un train conventionnel. Il fit son premier vol en août 1920 propulsé par un Rolls-Royce Eagle une première production pour la Fleet Air Arm ainsi que pour l'Australie et le Portugal a conservé le Eagle. Les avions suivant ont été motorisés avec le Napier Lion plus puissant. Les versions marines étaient habituellement triplaces : pilote, observateur et artilleur. Les ailes se repliaient parallèlement au fuselage pour le garage à bord. Dans la version flotteur les Fairey III étaient lancés du pont du porte-avions à l'aide d'un chariot et amérissaient à leur retour ; Ils pouvaient aussi être catapultés d'un navire. Le IIID avait un fuselage en bois entoilé et une hélice en bois bipale à pas fixe. Un IIID fut construit avec les ailes et les flotteurs en métal. Au total 207 IIID furent produits pour la Fleet Air Arm et la RAF (Royal Air Force), 20 autres pour l'export.
Un hydravion à flotteurs Fairey III (G-EALQ) avec un Napier Lion de 450 ch a participé à la Air Ministry Commercial Amphibian Competition de septembre 1920.
Le plus prolifique et pérenne des Fairey III fut le modèle final, le IIIF, conçu pour répondre à la Air Ministry Specification 19/24 (en) pour un avion de reconnaissance triplace pour la Fleet Air Arm et biplace multirôle pour la Royal Air Force. Le IIIF, qui effectue son premier vol le 20 avril 1926  avait une installation plus simple du moteur et un fuselage mixte métal/bois, les ailes similaire au l'IIID, les avions de dernière production ont été équipés d'un fuselage et les ailes tout en métal.
Plus de 350 IIIF ont servi dans la Fleet Air Arm, ce qui en fait l’appareil le plus largement utilisé en service dans la Fleet Air Arm pendant l'entre-deux-guerres En fait, des avions militaires britanniques de l'entre-deux-guerres, seul le Hawker Hart a été produit en plus grand nombre.
Trois IIIF ont été transformés en entraîneurs à tir radio contrôlé appelés Fairey Queen. Le Fairey IIIF a servi de base au développement du Gordon et du Seal (en).

## Histoire opérationnelle

### Premières versions
Les IIIA et IIIB ont eu un service limité vers la fin de la guerre, avec quelques IIIB utilisés pour la recherche de mine à la base d'hydravion de Westgate-on-Sea. Le IIIC est entré en service en novembre 1911 mais n'a pas mené de mission avant l'Armistice. Sept IIIC ont été déployés à Arkhangelsk en 1919 par le ravitailleur d'hydravions HMS Pegasus en appui de l'Intervention en Russie septentrionale. Ils ont été utilisés pour bombarder des navires bolcheviques et des communications ferroviaires.

### IIID
Le IIID était exploité par la Royal Air Force et Fleet Air Arm ainsi que les armées de l'air du Portugal (11 avions) et de l'Australie.

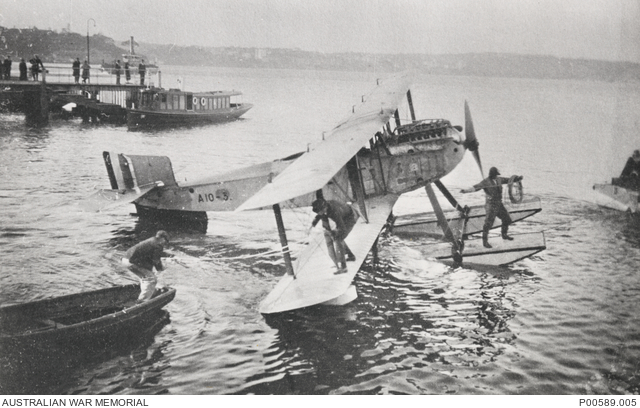
Fairey IIID hydravion au cours d'un tour de l'Australie en 1924.

L’Australie a reçu six IIID, le premier livré en août 1921. En 1924 le troisième IIID australien, désigné ANA.3 (pour Australian Naval Aircraft No. 3) piloté par Stanley Goble (plus tard Air Vice Marshal) et Ivor McIntyre gagna le Britannia Trophy du Royal Aero Club pour le tour de l'Australie en 44 jours. Le IID resta en service en Australie jusqu'en 1928.
Portugal a commandé à ses premiers IIID en 1921. Son premier avion, modifié le F.400 et nommé «Lusitania», a été utilisée pour tenter de survoler l'Atlantique Sud et de démontrer le nouveau système de navigation aérienne mis au point par Gago Coutinho, le navigateur. Le voyage a commencé le 30 mars 1922 (Flyers Day au Portugal), s'arrêtant à Las Palmas, São Vicente (Cap-Vert) et a réalisé de l'objectif principal de navigation vers le Rochers de Saint-Pierre et Saint-Paul, où il a été perdu pendant un ravitaillement. Le voyage a été terminé en utilisant deux autres appareils standard (dont le second a été immédiatement perdu en mer), terminant la première traversée aérienne de l'Atlantique Sud, 72 jours après leur départ de Lisbonne. Le dernier appareil, « Santa Cruz », est actuellement exposé au Museu de Marinha (en), au Portugal.
Le IIID entre en service au Fleet Air Arm en 1924, opérant à partir de bases terrestres, porte-avions et flotteurs, jusqu'à son remplacement par le IIIF en 1930. Le RAF Cape Flight a utilisé quatre IIID pour effectuer un vol en formation de longue distance du Caire au Cap et retour en 1926, le premier vol en formation de longue distance de la RAF et le premier vol de la RAF en Afrique du Sud. Les IIID de la Fleet Air Arm ont été utilisés pour défendre les intérêts britanniques à Shanghai contre les forces chinoises rebelles en 1927.

### IIIF
Le IIIF entre en service dans la RAF en Égypte et dans la Fleet Air Arm Catapult en 1927, et dans la Royal New Zealand Air Force peu de temps après. Le RAF a utilisé le IIIF pour équiper les escadrons d'usage général en Égypte, au Soudan, à Aden et en Jordanie, où sa capacité à fonctionner à partir de roues ou de flotteurs s'est avéré utile, tandis que son contemporain Westland Wapiti effectuait un rôle similaire en Irak et en Inde. Ces IIIF ont été utilisés pour la police coloniale ainsi que pour prendre part à d'autres vols longue distance. La RAF a également utilisé le IIIF pour enfin remplacer le Airco DH.9A dans le rôle bombardier de jour, et, en l'absence d'hydravions de longue portée, pour des patrouilles maritimes par le 202e escadron de Hal Far à Malte.
Dans la Fleet Air Arm, le IIIF a remplacé le IIID comme un avion de reconnaissance, opérant avec flotteurs sur les croiseurs et cuirassés de la Royal Navy et avec des roues, des porte-avions HMS Furious, Eagle, Courageous, Glorious et Hermes.
Le IIIF est resté en service en première ligne jusque dans les années 1930, avec en dernier en ligne de front le 202e Squadron, rééquipé de Supermarine Scapa en août 1935 et dans la Fleet Air Arm le 822 Squadron (en) a gardé le IIIF jusqu'en 1936. Le IIIF resta en usage dans les rôles de seconde ligne, et en dépit d'avoir été déclarée obsolète en 1940, certains étaient encore en usage comme remorqueurs de cibles jusqu'en 1941.

### Usage civil
Le premier prototype III a été racheté par Fairey, en 1919, équipé de nouvelles, ailes mono baie et d'un moteur Napier Lion il a participé au Trophée Schneider de 1919, le 10 septembre. La course a cependant été abandonnée à cause du brouillard.
Quatre IIIC ont été dé-militarisés, certains avec un cockpit supplémentaire entre les deux existants et parfois avec un cockpit arrière élargi. L'un emportait cinq passagers, l'un dans le cockpit supplémentaire et les quatre autres l'arrière.

## Survivants

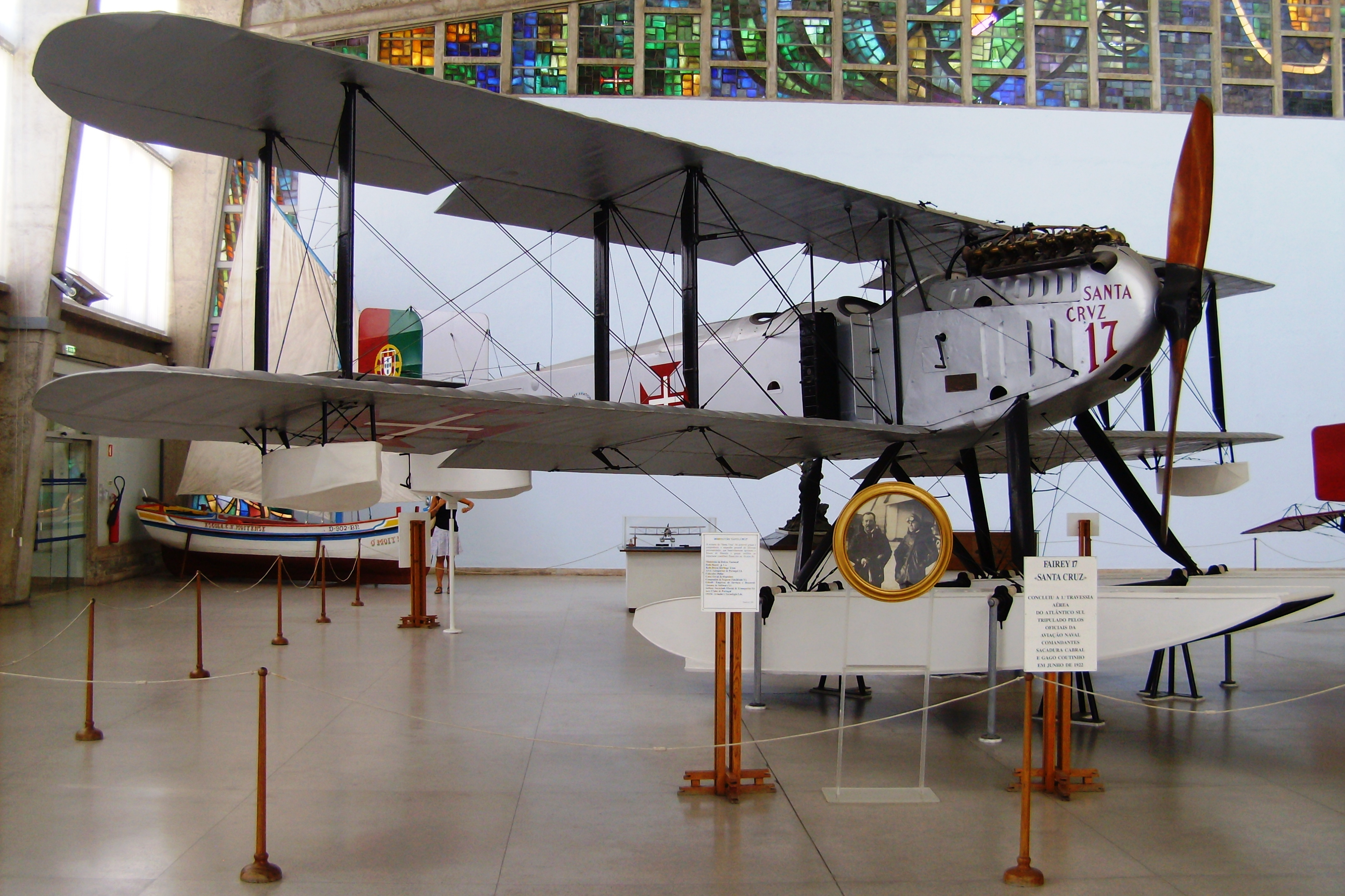
Fairey IIID préservé au Museu de Marinha portugais

Un seul exemple du Fairey III est conservé dans le Museu de Marinha de Lisbonne au Portugal (musée naval). C'est l'avion qui a terminé la première traversée aérienne de l'Atlantique Sud.
 Le Fleet Air Arm Museum britannique possède un fuselage.

## Variantes
Fairey N.10
Le premier prototype Fairey III.
Fairey IIIA
Biplan biplace de reconnaissance, alimenté par un moteur à piston Sunbeam Maoris II V-12 de 260 ch ; 50 construits.
Fairey IIIB
Patrouilleur à trois places, bombardier hydravion, alimenté par un moteur à piston Sunbeam Maoris II V-12 ; 30 construits.
Fairey IIIC
Reconnaissance biplace, bombardier et hydravion polyvalent, alimenté par un moteur à piston Rolls-Royce Eagle V-12 de 375 ch ; 36 construits.
Fairey IIID
Biplan polyvalent biplace, propulsé par un moteur à pistons Rolls-Royce Eagle V-12 de 375 ch ou un moteur à pistons Napier Lion W-12 de 450 ch ; 227 construits
Fairey IIIE
Désignation parfois utilisée pour le Fairey Ferret (en), avion de reconnaissance et d'emploi polyvalent équipé d'un moteur en étoile ; 3 construits.
Fairey IIIF
Biplan d'usage polyvalent biplace ou biplan de reconnaissance triplace, propulsé par un moteur à pistons Napier Lion W-12.
Fairey IIIF I
Première production de la version du Fairey IIIF. Biplan de reconnaissance triplace, propulsé par un moteur à pistons Napier Lion VA W-12, de construction bois composite et métal ; 55 construits.
Fairey IIIF II
Biplan de reconnaissance triplace, propulsé par un moteur à pistons Napier Lion XIA W-12, de construction bois composite et métal ; 33 construits.
Fairey IIIF III
Biplan de reconnaissance triplace, propulsé par un moteur à pistons Napier Lion XIA, avec une structure entièrement en métal recouvert de toile ; 291 construits.
Fairey IIIF IV
Biplan d'usage polyvalent biplace pour la RAF, dans des versions de construction composite ou tout métal. Propulsé par un moteur à pistons Napier Lion XIA W-12 ; 243 construits.
Fairey IIIF Mk V
Désignation originelle du Gordon.
Fairey IIIF Mk VI
Désignation originelle du Seal (en).
Queen IIIF
Avions d'entraînement au tir radio-contrôlé ; 3 construits.
Fairey IIIM
Version civil ; 3 construits.
Fairey F.400
Le premier IIID (numéro de série fabricants : F.400) pour la marine portugaise a été livré comme une variante spéciale longue portée avec une envergure prolongée de 61 pieds. Il a également été désigné comme le Fairey Transatlantic et donné le nom de Luzitania quand il a été utilisé pour une tentative de survoler l'Atlantique Sud en 1922, s'arrêtant à Las Palmas, São Vicente (Cap-Vert) avant d'être perdu pendant une escale de ravitaillement aux Rochers de Saint-Pierre et Saint-Paul.

## Opérateurs
Australie
- Royal Australian Air Force - IIID (Six initialement commandé par la Royal Australian Navy, mais transféré à l'armée de l'air nouvellement formée)

 Argentine
- Aviation navale argentine - A acheté six IIIF Mk.IIIM (spécial) alimenté par un moteur Lorraine Dietrich Ed12 en 1928. Ils entrent en service en 1929. Les avions restants sont remotorisés avec un Armstrong Siddeley Panther en 1935, avec le dernier avion prenant sa retraite en 1942[31].

 Canada
- Royal Canadian Air Force - 1 avion IIIC

 Chili
- Force aérienne chilienne - IIIF
- Marine chilienne - IIIF

 Égypte
- L'Égypte a acheté un simple IIIF en 1939[32].

 Grèce
- Force aérienne grecque
- Marine hellénique - IIIF[32]

 Irlande
- Irish Air Corps - a acheté un seul IIIF MkII en 1928, détruit dans un accident en 1934[32].

 Pays-Bas
- Marine Luchtvaartdienst - IIID

 Nouvelle-Zélande
- Royal New Zealand Air Force - La Nouvelle-Zélande a acheté 2 IIIF MkIIIMs en 1928, ajout d'un autre en 1933, avec 1 rescapé utilisé en 1940[32].

 Portugal
- Force aérienne portugaise
- Aviation navale portugaise - IIID

 Union soviétique
- Force aérienne soviétique - Un avion Fairey IIIF, utilisée pour les tests et essais.

 Suède
- Marine royale suédoise - IIID

 Royaume-Uni
- Royal Air Force - IIIA, IIIB, IIIC, IIIF[33]
  - No. 8 Squadron RAF (en)
  - No. 14 Squadron RAF (en)
  - No. 22 Squadron RAF (en)[34]
  - No. 24 Squadron RAF (en)
  - No. 35 Squadron RAF (en)
  - No. 45 Squadron RAF (en)
  - No. 47 Squadron RAF (en)
  - No. 202 Squadron RAF (en)
  - No. 203 Squadron RAF
  - No. 207 Squadron RAF (en)
  - No. 219 Squadron RAF (en)
  - No. 229 Squadron RAF (en)
  - No. 230 Squadron RAF (en)
  - No. 267 Squadron RAF (en)
- Fleet Air Arm - IIID, IIIF[24]
  - 820 Naval Air Squadron
  - 822 Naval Air Squadron (en)
  - 823 Naval Air Squadron (en)
  - 824 Naval Air Squadron
  - 825 Naval Air Squadron

### Développement lié
- Fairey Gordon
- Fairey Seal (en)